# Silmaril

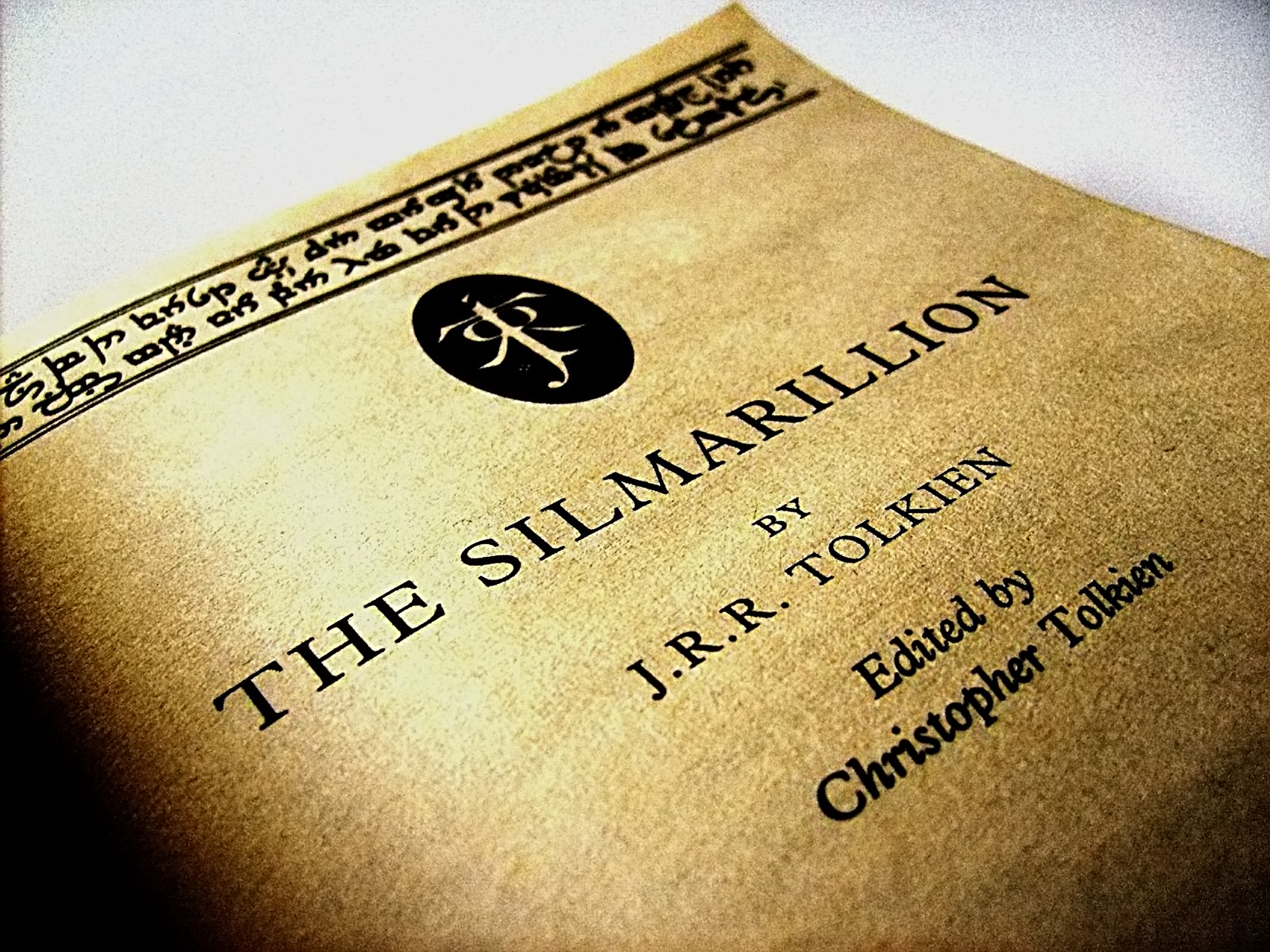
Portada de una edición en inglés de El Silmarillion, libro donde se relata la creación, robo y búsqueda de los Silmarils.

Los Silmarils (Silmarilli en quenya) son tres joyas ficticias que aparecen en las obras de J. R. R. Tolkien ambientadas en la Tierra Media. La historia de su creación, robo y búsqueda es el hilo conductor del «Quenta Silmarillion», núcleo del libro póstumo de Tolkien El Silmarillion.

## Historia ficticia

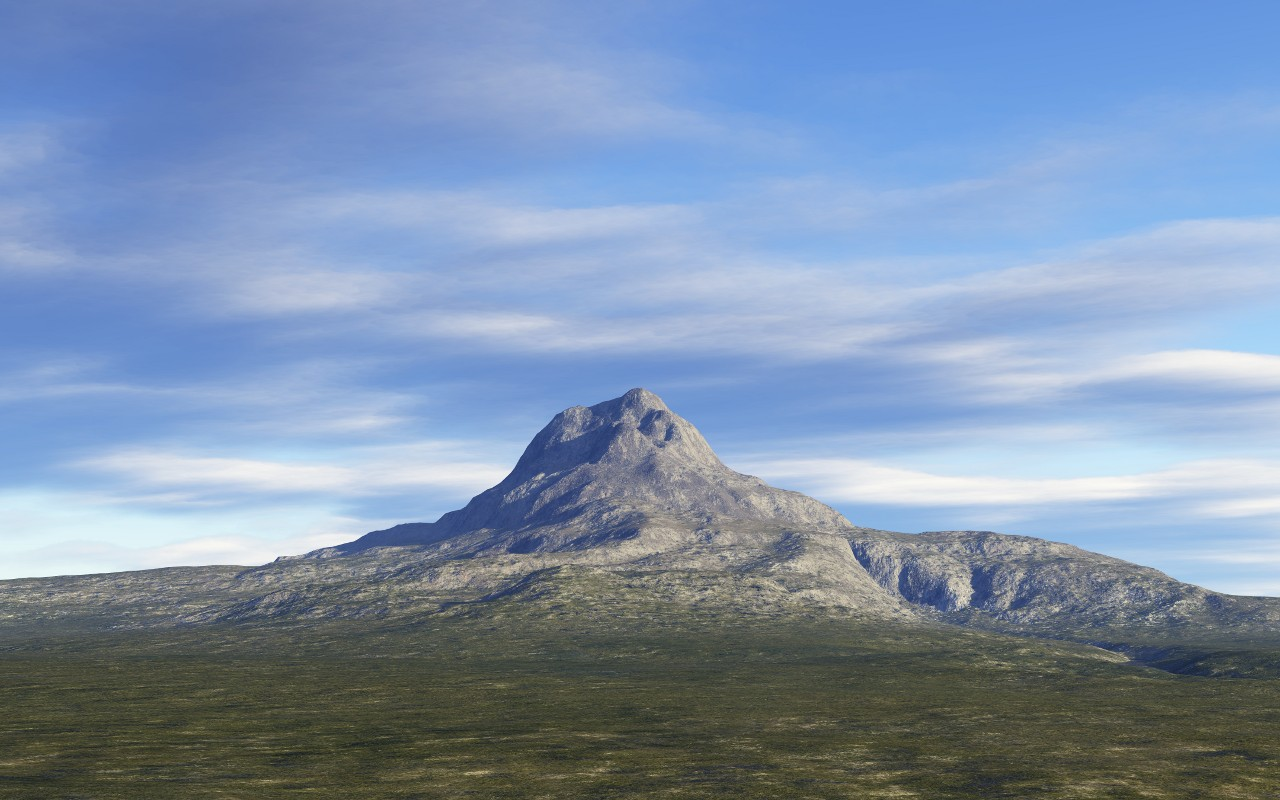
Representación artística de Lonely Mountain, una montaña de J. R. R. La tierra media de Tolkien.

Los Silmarils fueron creados en Valinor durante la Edad de los Árboles por el Noldo Fëanor (el más grande orfebre de todos los elfos), y contenían en su interior la luz de los Dos Árboles de Valinor. La importancia de los Silmarils es muy grande y son quizá la gran red que contiene la trama de todos los acontecimientos de Arda Maculada en la Primera Edad, y sientan las bases de su historia. 
Fëanor, considerado el Elfo más hábil de la historia de Arda, labró muchas joyas y creó también muchos objetos. Pero su obra cumbre fueron los tres Silmarils. Fëanor los hizo de una sustancia desconocida, y que era la más dura que existe. Se dice que solo al final del mundo, cuando Arda se quiebre y los Silmarils reaparezcan, se conocerá la sustancia con la que fueron hechos. En ellos capturó la luz mezclada de los Dos Árboles (tal vez presintiendo su futura destrucción), de modo que los Silmarils brillaban con luz propia, y sin embargo, recibían la luz y se regocijaban en ella, devolviéndola en mil matices, como si estuvieran vivos. Los Valar los consagraron, de modo que ningún ser maligno pudiera tocarlos sin lastimarse, y predijeron que el destino de Arda estaba contenido en estos artificios.
Tras el desencadenamiento de Melkor, este ocasionó disensiones entre los príncipes de los Noldor, que acabaron con el exilio de Fëanor. Luego, Melkor fue a Formenos, donde Fëanor residía, y le habló del peligro que los Silmarils corrían en Aman. Pero Fëanor se dio cuenta de la feroz codicia que Melkor intentaba ocultar, y lo echó de allí. Melkor entonces abandonó Valinor, pero regresó para consumar su venganza con la muerte de los Dos Árboles.
Tras la muerte de los Árboles a manos de Melkor y Ungoliant, los Valar le pidieron a Fëanor que les cediera las joyas, pues sólo así se podría recuperar la luz perdida. Pero Fëanor se negó, pues no deseaba que sus creaciones fueran rotas, ni siquiera por un fin superior. Sin embargo, nada se habría podido conseguir de todos modos, pues llegaron mensajeros de Formenos diciendo que Melkor había asesinado a Finwë, padre de Fëanor, y había saqueado Formenos, llevándose también los Silmarils. En su huida cruzó el Helcaraxë y llegó al norte de la Tierra Media. Ungoliant iba con él y le exigió que le entregase los tesoros robados. Melkor cedió de mala gana, y así la luz de esas joyas murió para el mundo. Pero al exigirle los Silmarils, Melkor se negó, reclamándolos suyos para siempre, aunque el dolor le quemaba constantemente la mano. Ungoliant lo desafió, pero los balrogs de Angband acudieron en ayuda de su amo, y con sus látigos de fuego ahuyentaron a la Gran Araña. Luego, forjó una corona de hierro, cuyo peso lo abrumaría mortalmente, nombrándose rey del mundo, y en ella engarzó los Silmarils.
Mientras, enfurecido y lleno de odio por Melkor (a quien por primera vez llamó Morgoth, Negro Enemigo del mundo), e impaciente ante la aparente calma de los Valar, mientras Morgoth huía con sus joyas, Fëanor repudió a los Valar y a Valinor, y pronunció un terrible juramento que le obligaba a él y a sus hijos, que juraron a su lado, a perseguir a quienquiera que tuviera a los Silmarils, fuera Valar, Elfo, Hombre aún no nacido, o demonio de Morgoth, y no descansar hasta recuperarlos o morir en el intento. Pusieron a Manwë, Varda y al mismo Ilúvatar como testigos.
De esta manera se forjó el Hado de los Noldor que huyeron insensatamente con Fëanor, a través de las tierras baldías del norte de Aman . En este viaje ocurrió la terrible matanza de Alqualondë, cuando los Noldor mataron a los Teleri al rehusar estos últimos a cederles sus blancas naves para navegar a la Tierra Media. Poco después las huestes noldorin escucharon la implacable Maldición de Mandos, conminándoles a regresar a Valinor, o someterse a la derrota que, a corto o a largo plazo, todos padecerán en adelante.
Posteriormente, los pueblos de los Noldor exiliados en la Tierra Media lucharon muchas batallas contra Morgoth (esta gran guerra, que abarca casi toda la Primera Edad, se llama, a causa de los codiciados Silmarils, la Guerra de las Joyas) y también sufrieron muchas disensiones y divisiones entre ellos, llegando incluso a matanzas y masacres entre ellos (como la de Doriath y la de las Desembocaduras del Sirion). Tal como lo predijo Mandos, a la larga los Noldor nada pudieron hacer para recuperar los Silmarils, y sus reinos fueron aplastados uno por uno por Morgoth. Todos se vieron envueltos en la maldición pronunciada por Mandos, en la cual se entretejen los destinos de los Silmarils, los Noldor, los Sindar y los Edain.
De este modo, la lucha de Fëanor, sus descendientes y otros reyes élficos marcan la gloria y tragedia de la estancia de los elfos noldorin en la Tierra Media. La historia completa de los Silmarils es contada en El Silmarillion.
Beren, hombre mortal, y Lúthien, hija del rey Thingol, para poder consumar su amor ante la negativa de Thingol a que su hija se case con un mortal, emprenden la recuperación de un Silmaril; ya que este era el precio que Thingol le había puesto a Beren para la mano de su hija. Ellos se lograron infiltrar dentro de Angband, y recuperaron uno de los Silmarils de la corona de Morgoth. Beren lo cogió, pero Carcharoth, el gran Lobo guardián de Angband, le muerde la mano con el Silmaril. Desde entonces, el Lobo enloquece por el dolor causado por el Silmaril, que le va calcinando las entrañas. Carcharoth va a Doriath, y la Cintura de Melian no lo detiene. Allí, tras ser muerto por Huan, recuperan la Joya de sus entrañas, y el moribundo Beren se lo da a Thingol.
Tiempo después, tras recibir el Nauglamír de manos de Húrin, Thingol lo decide engarzar en este collar. Manda a los Enanos a que realicen el trabajo, pero los Enanos, cuando finalizan la labor y antes que Thingol se lo coloque, le dan muerte y roban las joyas. Beren y Dior lo recuperan y lo llevan a Tol Galen.
Tras la muerte de Beren y Lúthien, Dior (quien se encontraba reinando en Doriath como heredero de Thingol) recibe la joya. Los hijos de Fëanor se la reclaman, pero él se niega a ceder aquello que tanto trabajo les costó a sus padres recuperar de la oscuridad de Morgoth. Así, ocurre la Segunda Matanza de Elfos por Elfos. Dior y sus hijos mueren, y Doriath cae, pero su hija Elwing huye con el Silmaril a las Desembocaduras del Sirion. Allí se une a Eärendil. 
Los hijos de Fëanor nuevamente reclaman la joya, pero, estando Eärendil de viaje por el mar, Elwing se niega. Entonces ocurre la tercera y más cruenta Matanza de Elfos por Elfos. Elwing se arroja al mar con el Silmaril, pero es transformada en ave, y va al encuentro de su esposo en alta mar. De este modo, Eärendil obtiene la joya, y, usándola en el collar sujeto a la frente, navega al Reino Bendecido (se dice que pudo llegar allí ayudado por el poder de la Joya sagrada) para interceder por hombres y elfos, para que los Valar los libren del abrumador poder de Morgoth.
Tras acometer esta empresa, Eärendil es enviado por los Valar a navegar para siempre por los cielos en su barco Vingilot, siempre llevando el Silmaril. De este modo, se convirtió en la estrella más brillante del cielo, y la más amada por los Elfos. Cuando se levantó por primera vez en el mar occidental, los elfos se alegraron, viendo que el Silmaril hundido en el mar se elevaba en el cielo por obra de los Valar, y la llamaron Gil Estel, la estrella de la esperanza. 
Tras la Guerra de la Cólera, los otros dos Silmarils fueron recuperados de la corona de Morgoth por el ejército victorioso de los Valar, pero Maedhros y Maglor, los dos hijos de Fëanor que quedaban vivos, en un intento último y desesperado por cumplir el Juramento maldito, los robaron e intentaron quedárselos. Pero las sagradas joyas les abrasaron las manos, y de esta manera supieron que no eran dignos de portar las Joyas, y que el Juramento no servía (nunca había servido) de nada. Maedhros, loco de dolor y de desesperación, se arrojó con el Silmaril a una grieta de fuego en la tierra, mientras Maglor arrojó el otro al mar, y desde entonces recorre las playas, lleno de remordimiento. De este modo, los Silmarils encontraron su lugar definitivo: uno en las entrañas de la tierra, uno en el fondo del mar y uno en el firmamento.
Según la profecía de la Dagor Dagorath, al final de todas las cosas, cuando Arda sea deshecha, los Silmarils serán recuperados y abiertos, y se mostrará de qué material fueron hechos, y la luz encerrada en ellos servirá para hacer revivir a los Dos Árboles.
En El Señor de los Anillos, Galadriel le regala a Frodo Bolsón en Lothlórien un frasco con la luz de Eärendil tal como la recogió reflejada en su fuente, para que lo use en lugares oscuros donde toda otra luz se ha ido. Esta luz es por tanto la luz del Silmaril de Eärendil. Es interesante la observación que más adelante haría Sam Gamyi sobre la continuidad de las historias de los Silmarils y del Anillo Único, en la cual ellos mismos estaban ahora envueltos. Esto no es del todo casual, pues en realidad Frodo y Eärendil tienen en común que ambos fueron de alguna manera enviados para acabar definitivamente con el Señor Oscuro (Morgoth y luego Sauron): en el caso de Eärendil, navegando hasta Aman para interceder por Elfos y Hombres ante los Valar; en el caso de Frodo, siendo enviado por los Sabios de la Tierra Media para portar el Anillo y destruirlo en el Monte del Destino. Este sutil paralelismo está además sustentado por la mención de que, cuando Bilbo Bolsón cantó en Rivendel la canción alusiva a la gesta de Eärendil, Frodo sintió que, de alguna manera, esa canción era apropiada para las circunstancias que estaba viviendo en ese momento.
- Datos: Q1234666